# Remothered: Broken Porcelain
Remothered: Broken Porcelain est un jeu vidéo de type survival horror créé, écrit et réalisé par l'artiste et réalisateur de jeux vidéo italien Chris Darril, développé par le studio italien Stormind Games et publié par Darril Arts en collaboration avec Modus Games et Maximum Games pour PlayStation 4, Xbox One, Nintendo Switch et Microsoft Windows, sorti en 2020. C'est à la fois une suite et une préquelle du jeu d'horreur de 2018 Remothered: Tormented Fathers.
Le jeu est annoncé le 11 avril sur la scène des IVGA (Italian Video Game Awards) à Rome par Chris Darril, recevant le prix du Meilleur Jeu italien,.